# Drag Me Down
„Drag Me Down“ (v překladu „Stáhni mě dolů“) je píseň od britské skupiny One Direction. Je to první píseň od odchodu Zayna Malika, který odešel v březnu 2015.
Píseň byla vydána dne 31. července 2015.

## Videoklip
Videoklip byl vydán na YouTube 21. srpna 2015. Video se odehrává v prostředí vesmíru, kde se členové kapely připravují na vesmírnou misi jako astronauti.